# Anthony Durnford
Oberstløjtnant Anthony William Durnford (24. maj 1830 – 22. januar 1879) var en britisk officer, der døde under slaget ved Isandlwana i Zulukrigen i 1879.
Han ankom til Cape Town i 1872 uden at have set kamp tidligere. Han blev senere stationeret i Pietermaritzburg og var i kamp mod Hlubierne ved Bushman's River Pass, hvor han udviste stort mod og blev såret. Han var lammet i den venstre underarm resten af livet. Durnford skød to af angriberne med sin revolver, og det lykkedes ham at undslippe.
Han var en af de mest erfarne officerer der deltog i Zulukrigen. Da han ankom til Lord Chelmsfords lejr 22. januar 1879, undlod han at overtage kommandoen fra Henry Pulleine, der ellers var hans underordnede. I stedet red han ud for patruljere området. Han blev dræbt under det efterfølgende slag.